# Agents of S.H.I.E.L.D. (2.ª temporada)
A segunda temporada de Agents of S.H.I.E.L.D., é uma série de televisão americana desenvolvida por Joss Whedon, em colaboração com Jed Whedon e Maurissa Tancharoen, com base na organização S.H.I.E.L.D. da Marvel Comics. É produzido pela Marvel Studios e é transmitida no canal ABC, fazendo parte do Universo Marvel Cinematográfico.

## Sinopse
Após ajudar a impedir a Hidra, Coulson foi nomeado diretor e tem como missão reconstruir a agência. Essa não será uma tarefa fácil, ainda mais com a maioria dos agentes da S.H.I.E.L.D. mortos, secretamente trabalhando para a organização extremista ou trabalhando por conta própria. A agente Melinda May, experiente nas artes marciais e em pilotagem, além de amiga de longa data, continuará a tomar conta de Coulson tendo em vista as misteriosas gravuras que o novo diretor está desenhando nas paredes. Enquanto isso, Grant Ward, altamente treinado em combate e espionagem, foi desmascarado como um infiltrado da Hidra e traidor da S.H.I.E.L.D., o que levou à sua prisão. Após terem sido deixados no meio do oceano para morrer pelo agente Ward, Leo Fitz e Jemma Simmons, encontraram uma forma de escapar. Porém, as coisas não terminaram da melhor forma para Fitz, que está em coma e pode nunca mais voltar a ter todas as suas funções cognitivas. A hacker Skye, agora uma verdadeira agente, descobriu sua origem como uma 0-8-4 e soube que seus pais eram considerados “monstros”. Agora que a S.H.I.E.L.D. caiu, Coulson precisa olhar para fora da organização para encontrar ajuda, e acaba formando alianças com pessoas como Lance Hunter, um mercenário que está ali pelo dinheiro e não pela causa.

## Elenco Regular
- Clark Gregg como Phil Coulson (22 Episódios)
- Ming-Na Wen como Melinda May (22 Episódios)
- Brett Dalton como Grant Ward (14 Episódios)
- Chloe Bennet como Skye / Daisy Johnson (22 Episódios)
- Iain De Caestecker como Leo Fitz (22 Episódios)
- Elizabeth Henstridge como Jemma Simmons (22 Episódios)
- Nick Blood como Lance Hunter (22 Episódios)
- Adrianne Palicki como Bobbi Morse (18 Episódios)

## Elenco Recorrente
- Henry Simmons como Alphonso "Mack" Mackenzie (22 Episódios)
- B.J. Britt como Antoine Triplett (10 Episódios)
- Ruth Negga como Raina (11 Episódios)
- Edward James Olmos como Robert Gonzalez (5 Episódios)
- Christine Adams como Anne Weaver (7 Episódios)
- Reed Diamond como Daniel Whitehall (7 Episódios)
- Simon Kassianides como Sunil Bakshi (8 Episódios)
- Dichen Lachman como Jiaying (9 Episódios)
- Kyle MacLachlan como Calvin L. Johnson (13 Episódios)
- Jamie Harris como Gordon (11 Episódios)
- Luke Mitchell como Lincoln Campbell (7 Episódios)
- Adrian Pasdar como Glenn Talbot (6 Episódios)
- Maya Stojan como Kara Palamas / Agente 33 (9 Episódios)

## Elenco Convidado
- Cobie Smulders como Maria Hill (1 Episódio)
- Jaimie Alexander como Lady Sif (1 Episódio)
- Hayley Atwell como Peggy Carter (2 Episódios)
- J. August Richards como Mike Peterson / Deathlok (3 Episódios)
- Alicia Vela-Bailey como Alisha (3 Episódios)
- Brian Patrick Wade como Carl Creel (2 Episódios)
- Lucy Lawless como Isabelle Hartley (2 Episódios)
- Tim DeKay como Christian Ward (2 Episódios)
- Blair Underwood como Andrew Garner (3 Episódios)
- Dylan Minnette como Donnie Gill (1 Episódio)
- Daz Crawford como Kebo (1 Episódio)
- Raquel Gardner como Carla Talbot (2 Episódios)
- Henry Goodman como Dr. List (3 Episódios)
- Patton Oswalt como Sam e Billy Koening (3 Episódios)

## Episódios
| N.º na série | N.º na temp. | Título                                                                                  | Dirigido por                                               | Escrito por                                                               | Exibição original      | Audiência (milhões) |
| --- | ------------ | --------------------------------------------------------------------------------------- | ---------------------------------------------------------- | ------------------------------------------------------------------------- | ---------------------- | ------------------- |
| 23 | 1            | "Shadows" "(Sombras)" (BR)                                                              | Vincent Misiano                                            | Jed Whedon & Maurissa Tancharoen                                          | 23 de setembro de 2014 | 5.98                |
| Coulson e sua equipe agora são fugitivos com recursos limitados - mas isso não os impedem de manter o mundo a salvo de ameaças poderosas e invisíveis em todos os lugares do mundo. No entanto, com os novos membros que eles mal conhecem, será possível voltar a confiar na S.H.I.E.L.D.? |              |                                                                                         |                                                            |                                                                           |                        |                     |
| 24 | 2            | "Heavy Is the Head" "(O Canalha é o Líder)" (BR)                                        | Jesse Bochco                                               | Paul Zbyszewski                                                           | 30 de setembro de 2014 | 5.05                |
| Caçado e ficando sem soluções, Coulson coloca sua equipe bem na linha de fogo, na esperança de salvar todos eles. Mas com o General Talbot, a Hidra e Carl Creel em seu cerco, como eles poderiam sobreviver? Enquanto isso, o misterioso Doutor tem segredos perigosos que poderiam destruir um membro da equipe principal de agentes. |              |                                                                                         |                                                            |                                                                           |                        |                     |
| 25 | 3            | "Making Friends and Influencing People" "(Fazendo Amigos e Influenciando Pessoas)" (BR) | Bobby Roth                                                 | Monica Owusu-Breen                                                        | 7 de outubro de 2014   | 4.47                |
| Coulson e seu time entram em uma corrida contra a Hidra para chegar a Donnie Gill, um jovem dotado da perigosa habilidade de congelar objetos. Durante o processo, Simmons se vê no meio do fogo cruzado. |              |                                                                                         |                                                            |                                                                           |                        |                     |
| 26 | 4            | "I Will Face My Enemy" "(De Cara com o Inimigo)" (BR)                                   | Kevin Tancharoen                                           | Drew Z. Greenberg                                                         | 14 de outubro de 2014  | 4.70                |
| Durante uma missão para descobrir mais sobre os segredos da escrita misteriosa, Coulson se vê sendo atacado pela única pessoa em quem confia: Melinda May. Enquanto isso, o resto do time fica preso em uma situação explosiva, e cabe a Fitz salvar a todos. Ele será capaz de realizar a tarefa? |              |                                                                                         |                                                            |                                                                           |                        |                     |
| 27 | 5            | "A Hen in the Wolf House" "(Um Cordeiro na Casa do Lobo)" (BR)                          | Holly Dale                                                 | Brent Fletcher                                                            | 21 de outubro de 2014  | 4.36                |
| A equipe de Coulson enfrenta a bela e mortal Bobbi Morse – chefe de segurança da Hidra. Enquanto isso, o pai de Skye força Raina para reuni-lo com sua filha a qualquer custo. |              |                                                                                         |                                                            |                                                                           |                        |                     |
| 28 | 6            | "A Fractured House" "(Uma Casa Quebrada)" (BR)                                          | Ron Underwood                                              | Rafe Judkins & Lauren LeFranc                                             | 28 de outubro de 2014  | 4.44                |
| O mundo se vira contra a SHIELD quando a Hidra finge ser a agência rival em uma ataque, liderado por um inimigo inesperado, às Nações Unidas. |              |                                                                                         |                                                            |                                                                           |                        |                     |
| 29 | 7            | "The Writing on the Wall" "(Escritas na Parede)" (BR)                                   | Vincent Misiano                                            | Craig Titley                                                              | 11 de novembro de 2014 | 4.27                |
| O time descobre vítimas de assassinatos com as escritas alienígenas em cada um deles, aquelas que Coulson está escrevendo. Todos os segredos e mentiras de Coulson chegam ao auge. |              |                                                                                         |                                                            |                                                                           |                        |                     |
| 30 | 8            | "The Things We Bury" "(Coisas que Sepultamos)" (BR)                                     | Milan Cheylov                                              | DJ Doyle                                                                  | 18 de novembro de 2014 | 4.58                |
| Coulson e o time enfrentam uma batalha épica contra a Hidra para descobrir um antigo segredo. Ao mesmo tempo, Ward sequestra seu irmão, Christian Ward, levando-o para uma viagem na estrada das lembranças. |              |                                                                                         |                                                            |                                                                           |                        |                     |
| 31 | 9            | "...Ye Who Enter Here" "(Quem Entrou Aqui?)" (BR)                                       | Billy Gierhart                                             | Paul Zbyszewski                                                           | 2 de dezembro de 2014  | 5.36                |
| A SHIELD descobre a cidade antiga antes da Hidra, mas desvendar os seus segredos podem exigir o sacrifício de um membro da equipe de Coulson. Enquanto isso, May e Skye correm para chegar até Raina antes de Whitehall. |              |                                                                                         |                                                            |                                                                           |                        |                     |
| 32 | 10           | "What They Become" "(No Que Se Tornaram)" (BR)                                          | Michael Zinberg                                            | Jeffrey Bell                                                              | 9 de dezembro de 2014  | 5.22                |
| As forças de Coulson e Whitehall colidem em um confronto explosivo que deve alterar dramaticamente o destino de todos. Enquanto isso, Skye descobre segredos chocantes sobre seu passado. |              |                                                                                         |                                                            |                                                                           |                        |                     |
| 33 | 11           | "Aftershocks" "(Tremores)" (BR)                                                         | Billy Gierhart                                             | Maurissa Tancharoen & Jed Whedon                                          | 3 de março de 2015     | 4.48                |
| Depois de descobrir uma cidade alienígena ligada com sua própria ressurreição, Coulson e sua equipe destruíram o local antes que as forças de Hidra pudessem desvendar seus segredos, e acabaram eliminando Whitehall no processo. Mas novas ameaças surgiram, entre elas estão: Cal, o pai de Skye, que agora busca vingança contra Coulson por ele ter roubado sua chance de se vingar de Whitehall; a perturbadora aliança que se forma entre o ex-agente da S.H.I.E.L.D. Ward e a Agente 33; a enigmática Raina, que luta com sua transformação em algo Inumano pelo obelisco alienígena e agora procura vingança; e até mesmo Skye, que desenvolveu poderes misteriosos através do contato com o obelisco, mas cuja falta de experiência com suas novas habilidades podem ameaçar a segurança das pessoas que ela ama. Enquanto isso, Bobbi e Mack começam a próxima etapa de um plano que pode ter graves repercussões para Coulson e sua equipe, que nem imaginam que há outra força misteriosa em operação. E, enquanto Hunter é forçado a fazer a maior escolha de sua vida, Coulson terá sua missão ameaçada por uma chocante resolução dos eventos. A equipe de Coulson terá que lidar com as consequências de sua guerra com a Hidra enquanto revelações chocantes ameaçam separá-los, e Hidra faz uma jogada perigosa que pode envolver um traidor no meio da S.H.I.E.L.D. |              |                                                                                         |                                                            |                                                                           |                        |                     |
| 34 | 12           | "Who You Really Are" "(Quem Vocês São? Realmente)" (BR)                                 | Roxann Dawson                                              | Drew Z. Greenberg                                                         | 10 de março de 2015    | 3.80                |
| Coulson e o time chegam para ajudar uma confusa Lady Sif, que perdeu sua memória após lutar contra um misterioso guerreiro cuja verdadeira missão enviará ondas de choques por toda a SHIELD. Enquanto isso, Bobbi e Mack continuam a esconder daqueles que lhes são próximos a verdadeira missão que devem concluir. |              |                                                                                         |                                                            |                                                                           |                        |                     |
| 35 | 13           | "One of Us" "(Um de Nós)" (BR)                                                          | Kevin Tancharoen                                           | Monica Owusu-Breen                                                        | 17 de março de 2015    | 4.34                |
| Cal procura vingança contra Coulson ao juntar uma equipe de vilões para destruir a SHIELD. Enquanto isso, May chama o renomado Dr. Andrew Garner, seu carismático ex-marido, para ajudá-la na crise que pode destruir tudo. |              |                                                                                         |                                                            |                                                                           |                        |                     |
| 36 | 14           | "Love in the Time of Hydra" "(Amor no Tempo da Hidra)" (BR)                             | Jesse Bochco                                               | Brent Fletcher                                                            | 24 de março de 2015    | 4.29                |
| Coulson e sua equipe ainda estão se recuperando de uma revelação chocante que deixou a equipe em pedaços enquanto precisam decidir o que fazer com um deles. Enquanto isso, Bobbi e Mack revelam para Hunter para quem eles estão realmente trabalhando. Já Ward e a Agente 33 embarcam em uma missão pessoal. |              |                                                                                         |                                                            |                                                                           |                        |                     |
| 37 | 15           | "One Door Closes" "(Uma Porta Que Fecha)" (BR)                                          | David Solomon                                              | Lauren LeFranc & Rafe Judkins                                             | 31 de março de 2015    | 4.26                |
| A guerra chega à porta de Coulson de uma maneira que ele não poderia ter antecipado quando revelações chocantes vêm à tona. Enquanto isso, Skye se esforça para controlar suas novas habilidades, mas logo ela toma uma decisão que vai mudar a sua vida. |              |                                                                                         |                                                            |                                                                           |                        |                     |
| 38 | 16           | "Afterlife" "(Pós-Vida)" (BR)                                                           | Kevin Hooks                                                | Craig Titley                                                              | 7 de abril de 2015     | 4.24                |
| Robert Gonzalez está em ação, e Coulson deve fazer o que for preciso para proteger o futuro da S.H.I.E.L.D. Enquanto isso, a jornada de Skye para controlar seus poderes dá uma guinada surpreendente quando ela conhece o enigmático Inumano chamado Lincoln. |              |                                                                                         |                                                            |                                                                           |                        |                     |
| 39 | 17           | "Melinda" "(Melinda)" (BR)                                                              | Garry A. Brown                                             | DJ Doyle                                                                  | 14 de abril de 2015    | 4.04                |
| A história da transformação de Melinda May em "A Cavalaria" é revelada quando ela se encontra em uma encruzilhada no meio da guerra entre Coulson e Gonzales. Enquanto Skye descobre mais sobre sua herança com Lincoln, a verdade sobre os Inumanos vai colocá-la em uma nova direção. |              |                                                                                         |                                                            |                                                                           |                        |                     |
| 40 | 18           | "The Frenemy of My Enemy" "(A Inimizade do Meu Inimigo)" (BR)                           | Karen Gaviola                                              | Monica Owusu-Breen                                                        | 21 de abril de 2015    | 4.45                |
| Uma perigosa aliança é formada quando Coulson e Hunter se encontram com a última pessoa que alguém poderia esperar – Grant Ward! Enquanto a guerra entre as facções da S.H.I.E.L.D. continua, Skye e Lincoln acabam arrastados para este conflito. |              |                                                                                         |                                                            |                                                                           |                        |                     |
| 41 | 19           | "The Dirty Half Dozen" "(Meia Dúzia de Sujos)" (BR)                                     | Kevin Tancharoen                                           | Brent Fletcher & Drew Z. Greenberg                                        | 28 de abril de 2015    | 4.57                |
| Gonzales e Coulson devem encontrar uma maneira de colocar suas diferenças de lado e trabalhar juntos contra a Hidra, mesmo que isso signifique trabalhar com alguém que eles não confiam. |              |                                                                                         |                                                            |                                                                           |                        |                     |
| 42 | 20           | "Scars" "(Cicatrizes)" (BR)                                                             | Bobby Roth                                                 | Rafe Judkins & Lauren LeFranc                                             | 5 de maio de 2015      | 4.45                |
| Skye está dividida entre sua lealdade para com a S.H.I.E.L.D. e sua conexão com os Inumanos e Coulson revela um segredo que ele está escondendo de mesmo aqueles mais próximos a ele. |              |                                                                                         |                                                            |                                                                           |                        |                     |
| 43-44 | 21-22        | "S.O.S." "(S.O.S.)" (BR)                                                                | Vincent Misiano (episódio 21) Billy Gierhart (episódio 22) | Jeffrey Bell (episódio 21) Jed Whedon & Maurissa Tancharoen (episódio 22) | 12 de maio de 2015     | 3.88                |
| A S.H.I.E.L.D. coloca tudo em risco para sobreviver a uma guerra que deixa mais tênue a linha entre quem são os amigos e quem são os inimigos. Coulson e sua equipe serão forçados a fazerem sacrifícios chocantes que deixarão seus relacionamentos e seu mundo mudados para sempre. |              |                                                                                         |                                                            |                                                                           |                        |                     |